# Eugen Reich-Münsterberg

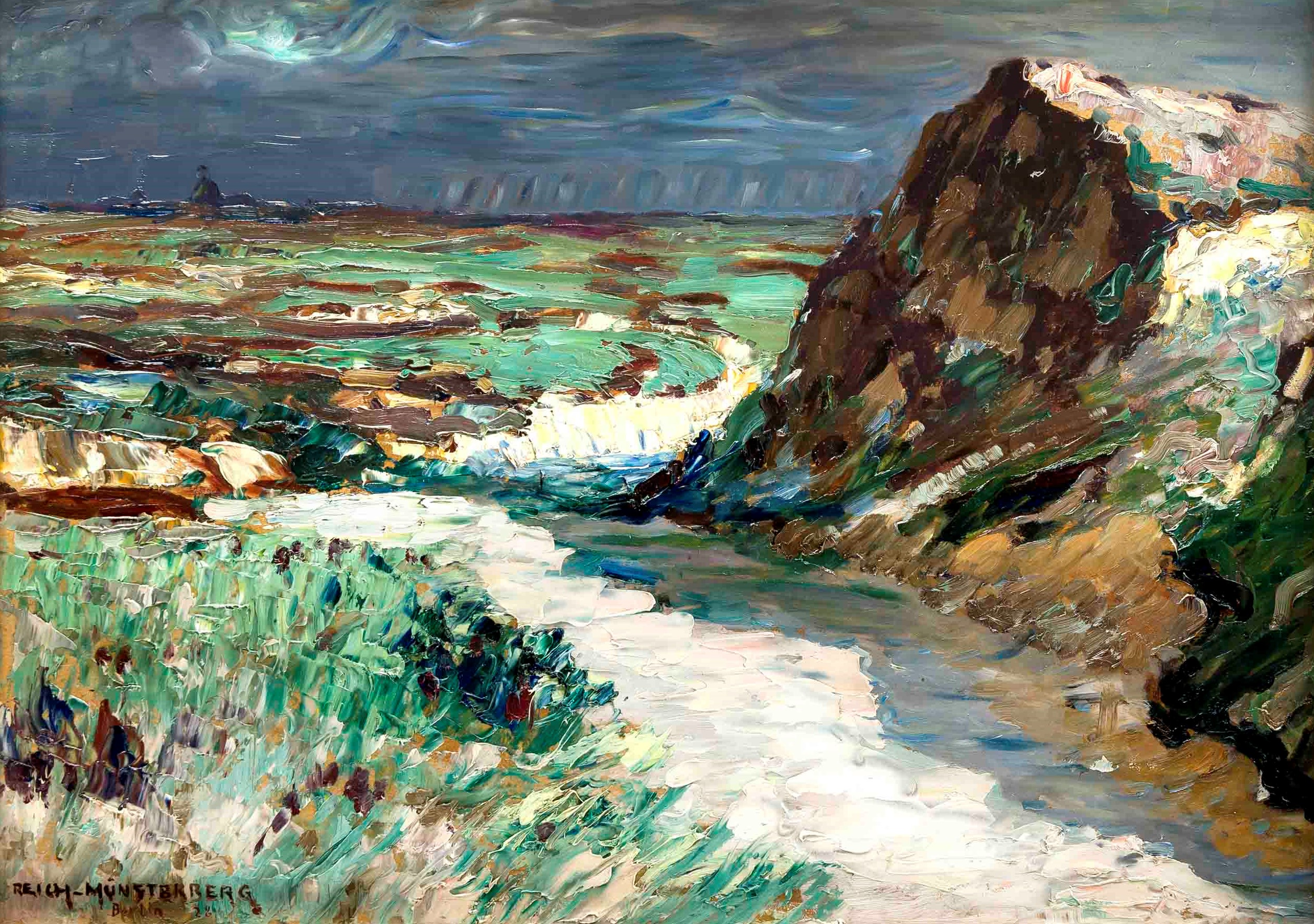
Eugen Reich-Münsterberg – Aufziehendes Gewitter, Öl auf Karton, 1928

Eugen Reich-Münsterberg, Geburtsname Eugen Guido Ludwig Reich (* 22. September 1866 in Münsterberg in Schlesien; † 28. Februar 1943 in Berlin), war ein deutscher Landschaftsmaler und Grafiker.

## Leben
Eugen Reich-Münsterberg studierte an der Berliner Kunstakademie bei Eugen Bracht und war um 1900 neben Louis Lejeune und Carl Hessmert (1869–1928) in Brachts Meisterklasse für Landschaftsmalerei, bis dieser 1901 eine Professur an der Dresdner Kunstakademie annahm. Brachts Hinwendung zur impressionistischen Malweise beeinflusste auch den jungen Maler.
Reich-Münsterberg wirkte dann in Berlin als freiberuflicher Maler und Radierer. Ab 1902 war er mit seinen Werken regelmäßig auf den Großen Berliner Kunstausstellungen vertreten, teils mit Ölgemälden aber auch mit Pastellen oder Federzeichnungen. Seine häufigen Aufenthalte an der Ostsee sind durch eine Anzahl von Bildern belegt, die Motive von den Inseln Hiddensee, Rügen, Vilm oder dem Darss zum Inhalt haben.